# Обивзенко Максим Ігорович
Обивзенко Максим Ігорович (1994—2022) — сержант підрозділу Національної гвардії України, учасник російсько-української війни, який загинув у ході російського вторгнення в Україну в 2022 році.

## Життєпис
Родом з міста Татарбунари на Одещині. Навчався в місцевій школі №1, займався вільною боротьбою. Тренер хвалив, що в Макса гарний «прогиб» – це слово у майбутньому захисник візьме за позивний .
Випускник судномеханічного факультету 2015 р. Одеського Національного морського університету. Добре знав історію України, студентом їздив на Майдан до Львова.
У 2015 році долучився до Національній гвардії України. Від самого початку повномасштабного вторгнення захищав Маріуполь у складі бригади спеціального призначення «Азов» НГУ» – був снайпером.
08.03.2022, під час виконання бойового завдання отримав поранення.
Залишилися мати та кохана дівчина, яка родом з Маріуполя .

## Нагороди
- орден «За мужність» III ступеня (2022, посмертно) — за особисту мужність і самовіддані дії, виявлені у захисті державного суверенітету та територіальної цілісності України, вірність військовій присязі.
- медаль «За оборону України»
- медаль «Широкино 2015»
- відзнака «За звільнення Широкиного» [1]